# Anne McCaffrey
Anne Inez McCaffrey (Cambridge (Massachusetts), 1 april 1926 – 21 november 2011) was een Amerikaans sciencefictionschrijfster, bekend van de serie De Drakenrijders van Pern (The Dragonriders of Pern).

## Levensloop
McCaffrey studeerde Slavische talen en literatuur aan het Radcliffe College. In de Verenigde Staten en in Düsseldorf studeerde ze zang en operaregie. Ze werkte bij de opera in Delaware. Ze trouwde in 1950 en kreeg drie kinderen: Alec, Georgeanne en Todd. Na haar scheiding in 1970 verhuisde ze naar County Wicklow, Ierland, waar ze tot haar dood woonde in een zelf ontworpen huis genaamd Dragonhold-Underhill. Het schrijven had ze overgedragen aan haar zoon Todd, zodat er nog geen einde hoefde te komen aan de Pern-serie.
McCaffrey publiceerde haar eerste verhaal, Freedom of the Race, in 1953, maar werd pas echt actief als auteur vanaf 1967, met haar eerste roman, Restoree en de eerste verhalen over Pern in het tijdschrift Analog ScienceFiction/ScienceFact. Met de novelle Weyr Search was ze in 1968 de eerste vrouw die een Hugo Award won. In hetzelfde jaar kreeg ze de Nebula Award voor de novelle Dragonrider. In 1979 ontving ze de Gandalf Award voor de roman The White Dragon. In 2005 werd ze benoemd tot Grand Master van the Science Fiction Writers of America (SWFA).

### Dragonriders of Pern-serie
- Dragonflight (1968 - dit boek is een bewerking van de verhalen Weyr Search en Dragonrider (2 delen); verschenen in 3 afleveringen van Analog Science Fiction/Science Fact oktober 1967, december 1967 en januari 1968; Nederlands Drakenvlucht)
- Dragonquest (1970; Nederlands Drakentocht)
- Dragonsong (1976)
- Dragonsinger (1977)
- The White Dragon (1978; Nederlands De Witte Draak)
- Dragondrums (1979)
- Moreta: Dragonlady of Pern (1983; Nederlands Drakenvrouwe)
- Nerilka's Story (1986)
- Dragonsdawn (1988; Nederlands Dageraad van de Draken)
- Renegades of Pern (1989; Nederlands De Afvalligen van Pern)
- All the Weyrs of Pern (1991; Nederlands De Redding van Pern)
- The Chronicles of Pern: First Fall (1993)
- The Dolphins' Bell (1993)
- The Dolphins of Pern (1994)
- The Girl Who Heard Dragons (1994)
- Red Star Rising (1996; Dragon's Eye in de VS; Nederlands Drakenoog)
- Masterharper of Pern (1998)
- The Skies of Pern (2001)
- Dragon's Kin (2003; met haar zoon Todd McCaffrey)
- Dragonsblood (2005; geschreven door Todd McCaffrey alleen)

Korte verhalen:
- The Smallest Dragonboy (1973) - onder andere in Get off the Unicorn (1987) en A Gift of Dragons (2002)
- The Girl Who Heard Dragons (1994) - onder andere in The Girl Who Heard Dragons (1994) en A Gift of Dragons (2002)
- Runner of Pern (1998) - onder andere in Legends (1998; ed. Robert Silverberg) en A Gift of Dragons (2002)
- Ever the Twain (2002) - in A Gift of Dragons (2002)
- Beyond Between (2004) - in Legends II (2004; ed. Robert Silverberg)

### Chronicles of the Crystal Singers of Ballybran
- The Crystal Singer (1975, herzien 1982)
- Killashandra (1992)
- Crystal line (1992)